# Achtynski rajon
Der Achtynski rajon (russisch Ахтынский район; lesgisch Ахцегьрин район Achzehrin rajon) ist ein Rajon in der Republik Dagestan, Russland. Das Verwaltungszentrum ist der Aul (offiziell Selo) Achty.

## Geografie
Der Achtynski rajon befindet sich im Süden Dagestans und wird innerhalb der Republik Dagestan von den Rajons Rutul, Kurach, Magaramkent und Dokuzpara umgeben. Im Süden grenzt der Rajon an die Republik Aserbaidschan (Rayon Şəki). Die größten Flüsse im Gebiet sind Samur und Achtytschai. Die Fläche beträgt 1120 km².

## Geschichte
Der Rajon in seiner heutigen Form wurde im Jahr 1929 geschaffen.

## Bevölkerung
Die Einwohnerzahl betrug 2002 nach offizieller Volkszählung 31.592. Die letzte sowjetische Volkszählung von 1989 hatte noch eine Einwohnerzahl von 30.027 ermittelt. Die meisten Einwohner sind sunnitische Muslime, die mit Ausnahme des rutulischen Dorfes Chnow vorwiegend der Ethnie der Lesgier angehören.

## Administrative Teilung
Im Rajon gibt es 19 Siedlungen, die mit Ausnahme des Verwaltungszentrums Achty, dass mit seiner Bevölkerungszahl einer Kleinstadt gleichkommt, zumeist kleinere Dörfer sind:
| Siedlung  | Russischer Name | Einwohner |
| --------- | --------------- | --------- |
| Achty     | Ахты            | 15.500    |
| Chkem     | Хкем            | 400       |
| Chnow     | Хнов            | 2.059     |
| Chrüg     | Хрюг            | 2.000     |
| Dschaba   | Джаба           | 500       |
| Fij       | Фий             | 1.612     |
| Gdym      | Гдым            | 367       |
| Gdynk     | Гдынк           | 367       |
| Gogas     | Гогаз           | 825       |
| Jalak     | Ялак            | 371       |
| Kaka      | Кака            | 1.553     |
| Kaluk     | Калук           | 1.133     |
| Kurukal   | Курукал         | 450       |
| Lutkun    | Луткун          | 3.200     |
| Midschach | Миджах          | 138       |
| Nowy Usur | Новый Усур      | 913       |
| Smugul    | Смугул          | 420       |
| Srych     | Зрых            | 1.900     |
| Uchul     | Ухул            | 210       |